# I'm Breathless
I'm Breathless è la parziale colonna sonora del film Dick Tracy (1990) e un album discografico di musiche ispirate dal film della cantautrice statunitense Madonna, pubblicato nel 1990 dall'etichetta Sire Records.

## Descrizione

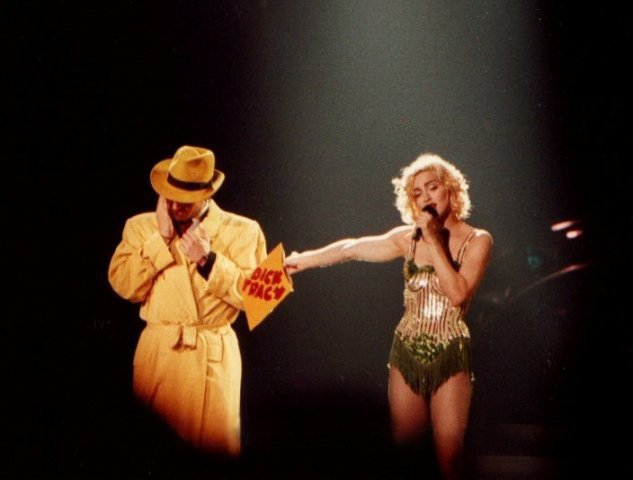
Madonna interpreta "Now I'm Following You" durante il Blond Ambition Tour con un ballerino vestito da Dick Tracy.

I'm Breathless è a metà strada tra un album in studio e una colonna sonora. Il titolo dell'album I'm Breathless si riferisce al personaggio del film Dick Tracy, Breathless Mahoney, interpretato da Madonna. Nella versione italiana della pellicola il nome Breathless Mahoney viene tradotto come Mozzafiato Mahoney.
Nell'album sono presenti i brani Sooner or Later, More e What Can You Lose? che sono tratti dal film Dick Tracy. Dal film Madonna reinterpreta inoltre Now I'm Following You insieme a Warren Beatty, che in Dick Tracy viene cantata da Andy Paley.
Gli altri brani dell'album sono comunque ispirati dalle atmosfere del film, tra cui Something to Remember, inclusa nell'omonima raccolta di Madonna, del 1995.
In I'm Breathless collabora anche Stephen Sondheim che nel 1991 ha vinto un Oscar, per il brano Sooner Or Later, come miglior canzone originale. Durante la premiazione degli Oscar Madonna ha proposto Sooner Or Later in un'ironica interpretazione.
In un'intervista rilasciata nel 1998 Madonna ha dichiarato di amare ogni canzone di quest'album.

## Singoli
Vogue è il primo singolo estratto dall'album, seguito da Hanky Panky. Il successo di Vogue portò al successo oltre all'album anche il film Dick Tracy e il controverso tour di Madonna, il Blond Ambition Tour. Entrambi i singoli entrano nelle classifiche di tutto il mondo, permanendovi parecchie settimane. Contestualmente, l'album raggiunge il secondo posto della Billboard 200 Chart.
La prevista uscita di altri due singoli Now I'm Following You e Sooner or Later viene cancellata in favore di Justify My Love e Rescue Me, unici brani inediti contenuti nell'album successivo The Immaculate Collection uscito nel dicembre dello stesso anno.

## Tracce
1. He's a Man – 4:42 (Madonna, Patrick Leonard)
2. Sooner or Later – 3:19 (Stephen Sondheim)
3. Hanky Panky – 3:57 (Madonna, Patrick Leonard)
4. I'm Going Bananas – 1:41 (Michael Kernan, Andy Paley)
5. Cry Baby – 4:04 (Madonna, Patrick Leonard)
6. Something to Remember – 5:03 (Madonna, Patrick Leonard)
7. Back in Business – 5:10 (Madonna, Patrick Leonard)
8. More – 4:56 (Stephen Sondheim)
9. What Can You Lose (feat. Mandy Patinkin) – 2:08 (Stephen Sondheim)
10. Now I'm Following You Part I (feat. Warren Beatty) – 1:35 (Jeff Lass, Ned Claflin, Jonathan Paley, Andy Paley)
11. Now I'm Following You Part II (feat. Warren Beatty) – 3:18 (Jeff Lass, Ned Claflin, Jonathan Paley, Andy Paley)
12. Vogue – 4:50 (Madonna, Shep Pettibone)

## Formazione
- Madonna - voce
- Abraham Laboriel jr. - basso
- Bob Magnusson - basso
- Guy Pratt - basso
- John Guerin - batteria
- Jeff Porcaro - batteria
- Carlos Vega - batteria
- Jonathan Moffett - batteria, percussioni
- Tim Pierce - chitarra
- Bill Schneider - pianoforte
- Randy Waldman - pianoforte
- Patrick Leonard - tastiere
- Luis Conte - percussioni
- Dave Boruff - sassofono
- Jeff Clayton - sassofono
- Bob Cooper - sax tenore
- Abe Most - clarinetto, sax alto
- Mahlon Clark - clarinetto
- Tony Terran - tromba
- Charles Loper - trombone
- Gene Castle - danza
- Niki Harris - cori
- Donna LeLory - cori
- Jennie Douglas McRae - cori

## Classifiche

### Classifiche settimanali
| Classifica (1990) | Posizione massima |
| ----------------- | ----------------- |
| Argentina         | 2                 |
| Australia         | 1                 |
| Austria           | 5                 |
| Canada            | 2                 |
| Europa            | 1                 |
| Finlandia         | 1                 |
| Francia           | 3                 |
| Germania          | 1                 |
| Giappone          | 1                 |
| Grecia            | 1                 |
| Irlanda           | 1                 |
| Islanda           | 3                 |
| Italia            | 2                 |
| Malaysia          | 9                 |
| Messico           | 3                 |
| Nuova Zelanda     | 2                 |
| Norvegia          | 4                 |
| Paesi Bassi       | 8                 |
| Portogallo        | 1                 |
| Spagna            | 2                 |
| Svizzera          | 3                 |
| Svezia            | 4                 |
| Regno Unito       | 2                 |
| Stati Uniti       | 2                 |
| Ungheria          | 19                |

### Classifiche di fine anno
| Classifica (1990) | Posizione |
| ----------------- | --------- |
| Australia         | 26        |
| Canada            | 19        |
| Europa            | 7         |
| Germania          | 34        |
| Giappone          | 34        |
| Italia            | 18        |
| Norvegia          | 15        |
| Nuova Zelanda     | 24        |
| Paesi Bassi       | 59        |
| Spagna            | 8         |
| Svizzera          | 23        |
| Stati Uniti       | 42        |

## Esibizioni dal vivo
- Le canzoni Sooner or Later, Hanky Panky, Now I'm Following You e Vogue sono state proposte da Madonna durante il Blond Ambition Tour (1990).
- Vogue è stata eseguita durante gli MTV Video Music Awards 1990 con una performance e abiti ispirati a Maria Antonietta.
- Sooner or Later è stata cantata alla cerimonia degli Oscar del 1991.
- Le canzoni I'm Going Bananas e Vogue vennero cantate da Madonna durante il Girlie Show (1993).
- Hanky Panky e Vogue sono state incluse nella scaletta del Re-Invention World Tour (2004).
- Vogue è infine stata eseguita, oltre che nei tour sopracitati, anche durante lo Sticky & Sweet Tour, MDNA World Tour, Rebel Heart Tour, Madame X Tour e al The Celebration Tour. È stata poi il numero di apertura per l’esibizione della cantante al Super Bowl Halftime Show del 2012.